# Costa d'Avorio ai Giochi della XXVIII Olimpiade
La Costa d'Avorio partecipò ai Giochi della XXVIII Olimpiade, svoltisi ad Atene, Grecia, dal 13 al 29 agosto 2004, con una delegazione di 5 atleti impegnati in tre discipline.

## Risultati

### Atletica leggera
| Q | Qualificato al turno successivo per la Classifica in qualificazione                                                          |
| q | Qualificato per il turno successivo per ripescaggio o, negli eventi su campo, conquistando la misura minima per qualificarsi |

Maschile
Eventi su pista e strada
| Atleta            | Evento      | Batteria  | Batteria   | Quarti di finale | Quarti di finale | Semifinale      | Semifinale      | Finale          | Finale          |
| Atleta            | Evento      | Risultato | Classifica | Risultato        | Classifica       | Risultato       | Classifica      | Risultato       | Classifica      |
| ----------------- | ----------- | --------- | ---------- | ---------------- | ---------------- | --------------- | --------------- | --------------- | --------------- |
| Éric Pacôme N'Dri | 100 m piani | 10"39     | 3º Q       | 10"32            | 8º               | non qualificato | non qualificato | non qualificato | non qualificato |

Femminile
Eventi su pista e strada
| Atleta                | Evento      | Batteria  | Batteria   | Quarti di finale | Quarti di finale | Semifinale      | Semifinale      | Finale          | Finale          |
| Atleta                | Evento      | Risultato | Classifica | Risultato        | Classifica       | Risultato       | Classifica      | Risultato       | Classifica      |
| --------------------- | ----------- | --------- | ---------- | ---------------- | ---------------- | --------------- | --------------- | --------------- | --------------- |
| Amandine Allou Affoué | 100 m piani | 11"46     | 4ª         | non qualificata  | non qualificata  | non qualificata | non qualificata | non qualificata | non qualificata |

### Nuoto
Maschile
| Atleta           | Evento            | Batteria  | Batteria   | Semifinale      | Semifinale      | Finale          | Finale          |
| Atleta           | Evento            | Risultato | Classifica | Risultato       | Classifica      | Risultato       | Classifica      |
| ---------------- | ----------------- | --------- | ---------- | --------------- | --------------- | --------------- | --------------- |
| Gregory Arkhurst | 50 m stile libero | 24"82     | =58º       | non qualificato | non qualificato | non qualificato | non qualificato |

Femminile
| Atleta              | Evento            | Batteria  | Batteria   | Semifinale      | Semifinale      | Finale          | Finale          |
| Atleta              | Evento            | Risultato | Classifica | Risultato       | Classifica      | Risultato       | Classifica      |
| ------------------- | ----------------- | --------- | ---------- | --------------- | --------------- | --------------- | --------------- |
| Dohi Éliane Droubry | 50 m stile libero | 29"23     | 53ª        | non qualificata | non qualificata | non qualificata | non qualificata |

### Taekwondo
Femminile
| Atleta     | Evento | Ottavi               | Quarti               | Semifinali           | Ripescaggio 1        | Ripescaggio 2        | Finale / FB          | Pos.            |
| Atleta     | Evento | Avversaria Punteggio | Avversaria Punteggio | Avversaria Punteggio | Avversaria Punteggio | Avversaria Punteggio | Avversaria Punteggio | Pos.            |
| ---------- | ------ | -------------------- | -------------------- | -------------------- | -------------------- | -------------------- | -------------------- | --------------- |
| Mariam Bah | −57 kg | Jang Jw (KOR) P 2–9  | non qualificata      | non qualificata      | Reyes (ESP) P 0–5    | non qualificata      | non qualificata      | non qualificata |